# Будницьке
Бу́дницьке — село в Україні, у Чоповицькій селищній територіальній громаді Коростенського району Житомирської області. Кількість населення становить 31 особу (2001).

## Населення
У 1959 році в селі налічувався 141 житель.
Відповідно до результатів перепису населення СРСР, кількість населення, станом на 12 січня 1989 року, становила 54 особи. Станом на 5 грудня 2001 року, відповідно до перепису населення України, кількість мешканців села становила 31 особу.

## Історія
Засноване у XVIII столітті на місці колишньої буди — майстерні з виробництва поташу.
На обліку з 1 вересня 1946 року як хутір Чоповицької сільської ради Чоповицького району Житомирської області. 28 листопада 1957 року, в складі сільської ради, передане до Малинського району, 30 грудня 1962 року — до складу Коростенського району. 7 січня 1963 року, після ліквідації Чоповицької сільської ради, село підпорядковане Чоповицькій селищній раді Коростенського району. 4 січня 1965 року, в складі селищної ради, повернуте до Малинського району Житомирської області. 12 серпня 1974 року, відповідно до рішення Житомирського облвиконкому № 342 «Про зміни в адміністративно-територіальному поділі окремих районів області в зв'язку з укрупненням колгоспів», село передане до складу Йосипівської сільської ради Малинського району.
26 серпня 2016 року увійшло до складу новоствореної Чоповицької селищної територіальної громади Малинського району Житомирської області. Від 19 липня 2020 року, разом з громадою, в складі новоствореного Коростенського району Житомирської області.